# Roy Campanella
Roy Campanella (ur. 19 listopada 1921, zm. 26 czerwca 1993) – amerykański baseballista, który występował na pozycji łapacza. Przez dziesięć sezonów był zawodnikiem Brooklyn Dodgers.

## Przebieg kariery
Roy Campanella był potomkiem sycylijskich emigrantów; jego matka była Afroamerykanką. Karierę rozpoczął w klubie Washington Elite Giants, grającym w Negro league baseball po tym, jak w 1937 roku, w wieku 16 lat, rzucił szkołę dla gry w baseball. W latach 1942–1943 występował w zespole Sultanes de Monterrey, którego menadżer Lazaro Salazar powiedział, iż "któregoś dnia" Campanella zagra w Major League Baseball. W 1971 roku został członkiem Meksykańskiej Galerii Sław Baseballu.
W 1946 roku Campanella został zawodnikiem New York Dodgers z Minor League Baseball i jednocześnie stał się jednym z pierwszych zawodowych, czarnoskórych baseballistów. Potem grał jeszcze w Montreal Royals i Nashua Dodgers.
Jackie Robinson był pierwszym Afroamerykaninem, który podpisał kontrakt z klubem MLB w 1947 (wtedy też bariery rasowe dla czarnoskórych zawodników zostały przełamane). Campanella zadebiutował rok później, 20 kwietnia 1948. W 1955 roku Dodgers po raz pierwszy w historii klubu wygrali World Series. Po raz ostatni w lidze Campanella zagrał 29 września 1957. Sześć dni wcześniej zespół wystąpił po raz ostatni na Ebbets Field w Nowym Jorku, przed przeniesieniem siedziby do Los Angeles.

## Nagrody i wyróżnienia
| Nagroda/wyróżnienie            | Lata                                           | Źródło |
| 3× MVP National League         | 1951, 1953, 1955                               | [ 9 ]  |
| 8× All-Star                    | 1949, 1950, 1951, 1952, 1953, 1954, 1955, 1956 | [ 10 ] |
| Zwycięzca w World Series       | 1955                                           | [ 1 ]  |
| # 39 zastrzeżony przez Dodgers | 1972                                           | [ 11 ] |